# Grzechy dzieciństwa
Grzechy dzieciństwa – nowela Bolesława Prusa. Po raz pierwszy publikowane było w "Kurierze Warszawskim" (25 IV - 12 V 1883). Wydanie książkowe w 1896 roku.

## Treść
Głównym bohaterem i narratorem utworu jest Kazio Leśniewski, syn dworskiego oficjalisty. Bohater, będąc dzieckiem w naiwny nieco sposób patrzy na świat, co daje wiele ciekawych spostrzeżeń na ówczesną obyczajowość i społeczeństwo.
Utwór składa się z trzech części. Część pierwsza to opis wiejskiego dzieciństwa głównego bohatera. Druga to przeżycia szkolne i przyjaźń z biednym i chorym kolegą, garbuskiem. Część trzecia opowiada o naiwnej miłości do Loni - kapryśnej i próżnej córki miejscowej dziedziczki. Miłość ta doprowadziła Kazia do konieczności wyboru pomiędzy spełnieniem jej banalnego życzenia a udzieleniu pomocy Walkowi uciekającemu ze wsi. Kiedy Walek po ucieczce ze wsi ginie bez śladu, Kazio odczuwa wyrzuty sumienia, tym bardziej że przekonuje się o braku uczuć ze strony Lońki.